# Nikita Igorewitsch Kakkojew
Nikita Igorewitsch Kakkojew (russisch Никита Игоревич Каккоев; * 22. August 1999 in Sankt Petersburg) ist ein russischer Fußballspieler.

## Karriere

### Verein
Kakkojew begann seine Karriere bei Zenit St. Petersburg. Im März 2017 debütierte er gegen den FK Neftechimik Nischnekamsk für die zweite Mannschaft der Petersburger in der zweitklassigen Perwenstwo FNL. In der Saison 2016/17 kam er zu insgesamt zwei Zweitligaeinsätzen. Im September 2017 stand er im Cup gegen den FK Dynamo Sankt Petersburg erstmals im Profikader Zenits. Sein Debüt für die Profis in der Premjer-Liga gab er im April 2018 gegen Arsenal Tula. Dies sollte sein einziger Einsatz für die erste Mannschaft bleiben. In der Saison 2017/18 absolvierte er zudem 17 Partien in der Perwenstwo FNL.
Nach weiteren vier Einsätzen bis zur Winterpause 2018/19 wurde er im Februar 2019 innerhalb der zweiten Liga an Tom Tomsk verliehen. Während der halbjährigen Leihe kam er zu neun Zweitligaeinsätzen im Tomsk, woraufhin die Leihe um eine Spielzeit verlängert wurde. In der Saison 2019/20 kam er bis zum COVID-bedingten Saisonabbruch zu 19 Einsätzen für Tom. Zur Saison 2020/21 kehrte Kakkojew nicht mehr nach Sankt Petersburg zurück, sondern wechselte fest zum Zweitligisten FK Nischni Nowgorod. In Nischni Nowgorod kam er in seiner ersten Saison zu 29 Zweitligaeinsätzen, mit dem Klub stieg er zu Saisonende in die Premjer-Liga auf.

### Nationalmannschaft
Kakkojew spielte zwischen 2017 und 2019 für die russischen U-18-, U-19- und U-20-Teams.